# Иван Овчаров
Иван Димитров Овчаров е български икономист и политик от БКП.

## Биография
Роден е на 11 март 1939 г. в Ямбол. Средно образование завършва в родния си град, а висшето във Висшия икономически институт „Карл Маркс“ през 1961 г. Същата година става член на БКП. Завършва и Висшата партийна школа при ЦК на КПСС в Москва. Работи дълги години в Окръжния комитет на БКП в Ямбол. Първоначално като лектор-консултант, а впоследствие като инструктор и завеждащ сектор. От 1974 до 1977 г. е завеждащ отдел „Наука и образование“ в Окръжния комитет. Между 1977 и 1981 г. е секретар на ОК на БКП в Ямбол, а от 1981 г. е първи секретар. От 1981 до 1990 г. е кандидат-член на ЦК на БКП.